# Antoni Klima
Antoni Klima (ur. 1807, zm. w 1854) – ksiądz rzymskokatolicki, nauczyciel, pionier modernizacji rolnictwa galicyjskiego, działacz gospodarczy
Święcenia kapłańskie przyjął w 1832 roku, po czym był wikarym w parafii Monasterzyska (1833-1836). Następnie administrator (1836-1837) i proboszcz parafii w Dawidowie (1837-1848). Jeden z pionierów unowocześnienia rolnictwa galicyjskiego. Członek założyciel (3 lipca 1845) a potem działacz Galicyjskiego Towarzystwa Gospodarskiego. Od 1849 prowadził pierwszą szkołę rolniczą w Galicji założoną w 1848 przez GTG w Łopusznej w pow. rohatyńskim. Szkoła położona w majątku wydzierżawionym od hr. Alfreda Potockiego należała do ks. Klimy, którego wspierało finansowo Towarzystwo, Prowadził w niej wykłady i zatrudniał opłacanego przez GTG Kaspra Stokłosińskiego. Ponieważ nie był w stanie mimo wsparcia GTG utrzymać placówki, po roku działalności szkoła upadła. Członek Komitetu GTG (30 czerwca 1848 – 13 lutego 1853). Był także zastępcą w komitecie wydziału chowu bydła, referentem chowu bydła, został wybrany do komisji rewizji statutów GTG. Od 1853 dyrektor-ekonom szkoły gospodarstwa dla zarządców dóbr w Wybranówce, od 1854 nauczyciel rolnictwa. Był sędzią na wystawach rolniczych we Lwowie, m.in. w 1850; 1851. Angażował się w przybliżanie wiedzy agrarnej chłopom galicyjskim – m.in. poprzez własne publikacje, w tym napisaną wspólnie z Sewerynem Smarzewskim broszurę o chowie bydła rogatego. Był także konstruktorem narzędzi rolniczych które następnie wystawiał na wystawach rolniczych, m.in. w lipcu 1851 pokazał tzw. "pług ks. Klimy”, będący odmianą pługu czeskiego tzw. ruchadła. Książę Leon Ludwik Sapieha pierwszy prezes GTG – wspominając ks. Klimę napisał o nim, iż był to  “zamiłowany i dość światły gospodarz”.
Prace Antoniego Klimy
- Rzecz o podniesieniu cła dla chowu bydła rogatego w Galicji, w: "Rozprawy Galicyjskiego Towarzystwa Gospodarskiego", t. 7, 1849, s. 149-154.